# Federazione Italiana Arti Marziali
La  Federazione Italiana Arti Marziali (FIAM) venne fondata nel 1974 da alcuni dei personaggi più rilevanti del panorama marzialistico italiano, quali Ennio Falsoni, Rodolfo Ottaggio, Bruno Munda e Cesare Barioli.

## Storia
Nel 2004 si decide di costituire una struttura basata su ampi poteri di delega ai comitati provinciali e regionali e realizzare un organigramma estremamente ramificato in grado di coprire tutte le funzioni necessarie alla gestione ottimale di una federazione nazionale. Nel 2007 la presidenza Fiam viene assunta dall'Arch. Bruno Gilardi, ex grande campione di karate. Il ruolo di vicepresidente viene assegnato ad un'altra figura estremamente conosciuta nel panorama del karate italiano, Massimo Di Luigi e a completare l'organigramma dirigenziale troviamo Manuela Negrini, Giacomo Gullo, Antonino Inserra, Giuseppe Sacchi mentre Segretario Generale della Federazione viene nominata Francesca Frate, altra ex campionessa di karate.
La Fiam fa parte della federazione internazionale WKC (World Karate Confederation), presieduta dal serbo Marko Nicovic e il cui Presidente fondatore è il tedesco Fritz Wendland, figura storica del karate mondiale. La WKC nel giugno 2007 ha assegnato alla Fiam l'organizzazione del 6º Campionato del Mondo WKC, che si è svolto a pochi chilometri da Bergamo, per l'esattezza a Treviglio. Alla rassegna iridata si sono presentati circa 1000 atleti provenienti dai cinque continenti e alle gare sono accorsi migliaia di spettatori che hanno letteralmente gremito il locale palazzo dello sport, denominato PalaFacchetti. La parte del leone viene recitata proprio dagli azzurri della Fiam che si sono classificati al primo posto nel medagliere della competizione in virtù di 30 medaglie complessive, 11 ori, 10 argenti e 9 bronzi. L'esperienza del Campionato del Mondo, oltre che per i successi agonistici, verrà ricordata dalla Fiam per gli ottimi riscontri organizzativi. L'organizzazione dell'evento è stata affidata al Comitato Bergamo 2007, il quale ne ha gestito e coordinato l'intera preparazione, ottenendo lusinghieri riconoscimenti da parte degli addetti ai lavori e dei vertici internazionali WKC.
Dal 6 all'8 giugno 2008 la FIAM ha partecipato al 6º Campionato europeo di karate WKC (World Karate Confederation) a Banja Luka, in Bosnia Erzegovina e ha ottenuto il primo posto nel medagliere assoluto, grazie a 10 ori, 6 argenti e 6 bronzi. Gli ori sono di Lorenzo Bergamaschi, Manuel Caselli, Francesca Cotichini, Luigi Piccioni, Angelo Lapaglia, Roberta Taliercio, la squadra maschile di kata shito ryu (Bergamaschi-Chiarini-Zoncada), la squadra femminile di kata shotokan (Gazzaniga-Fedi-Bragante), la squadra femminile di kata wado-ryu (Cotichini-Alcamo-Cauli) e la squadra maschile di kata wado-ryu (Caselli-Canto-Comparelli). La soddisfazione è stata grande perché si è trattato del primo successo europeo a livello assoluto della FIAM. I tecnici che hanno partecipato alla spedizione azzurra a Banja Luka e ai quali va attribuita gran parte del merito sono Michele Scutaro, direttore tecnico nazionale, Ilio Semino, CT Kata, CT Kumite e gli allenatori Enzo Collamati e Maurizio Fabi, rispettivamente coach kata e kumite. A completare il gruppo, il Presidente Bruno Gilardi, il Vicepresidente Massimo Di Luigi, il segretario generale Francesca Frate e gli arbitri internazionali Franco Sebenello, Angelo Cocco, Carmine Di Valentino ed Eugenio Sacchetta.
Il 2008 si è chiuso con un'altra importante manifestazione la 6° WKC Juniors e Cadets World Championships svolta a Novo Mesto in Slovenia. Anche in questo caso notevoli i risultati ottenuti dai nostri campioni: 3º piazzamento per la categoria Juniors con 4 ori, 2 argenti e 3 bronzi; 6º posto per la categoria Cadets con 2 ori e 2 argenti e per finire 8º piazzamento per la categoria Children che ha guadagnato rispettivamente 3 ori, 9 argenti e 4 bronzi. Il 2009 ha visto un sostanziale incremento nel numero dei tesserati Fiam, oltre all'intensificarsi di manifestazioni e appuntamenti che hanno coinvolto atleti e amatori delle diverse discipline presenti in Fiam. Dal 10 al 15 giugno si è svolto il mondiale di Karate a Fort Lauderdale, in Florida. La Nazionale italiana si è classificata al secondo posto, alle spalle solo degli USA padroni di casa, con un medagliere complessivo composto da 8 ori, 3 argenti e 10 bronzi.